# George Keppel (oberstløjtnant)
Oberstløjtnant den ærede George Keppel, MVO (14. oktober 1865 – 22. november 1947) var en britisk soldat og mand til Alice Keppel, der var Edward 7. af Storbritanniens elskerinde.

## Forfædre
George Keppel var søn af William Keppel, 7. jarl af Albemarle, der igen var tipoldesøn af Anne van Keppel, grevinde af Albemarle. Anne van Keppel var sønnedatter af kong Karl 2. af England.

## Efterkommere
George Keppel og Alice Keppel fik to døtre. Deres yngste datter (Sonia Rosemary Keppel) blev mor til Rosalind Shand (1921–1994) og mormor til Camilla Shand (født 1947), der er gift med kong Charles 3. af Storbritannien (født 1948).